# عبد الله حمد العجمي
عبد الله حمد الهاشمى العجمي مواليد دولة الكويت ، نائب سابق في مجلس الأمة الكويتي ، في الفصل التشريعي الرابع عام (1971) عن الدائرة العاشرة - الأحمدي - وحصل علي المركز الخامس ب (821) صوت، وفاز بالانتخابات.

## السيرة الذاتية
عمل قبل دخوله المعترك السياسي في وزارة الصحة بوظيفة مراقب، وعين عضواً في لجنة البادية المنوط بها إصدار وتقديم الشهادات لمن هم من أهل الكويت للحصول على الجنسية الكويتية، أنتخب عضواً في مجلس الأمة لدورة 1971 ، وهو من المؤسسين للجمعية الزراعية.